# Melecjusz (Kalamaras)
Melecjusz, nazwisko świeckie Kalamaras (ur. 28 września 1933 w Alagonii, zm. 21 czerwca 2012) – grecki biskup prawosławny.

## Życiorys
Absolwent studiów teologicznych oraz studiów nad literaturą i filozofią klasyczną na Uniwersytecie Ateńskim. Święcenia diakońskie i kapłańskie przyjmował z rąk metropolity Messenii Chryzostoma. W 1980 został metropolitą Nikopolis i Prewezy. Jest autorem nagrodzonej przez Ateńską Akademię Nauk opracowania poświęconego V soborowi powszechnemu.
Zmarł w 2012 roku w wieku 79 lat.